# Gnoma boisduvali
Gnoma boisduvali är en skalbaggsart som beskrevs av Plavilstshikov 1931. Gnoma boisduvali ingår i släktet Gnoma och familjen långhorningar.
Artens utbredningsområde är Irian Jaya. Inga underarter finns listade i Catalogue of Life.